# Център за обучение при БАН
Центърът за обучение при БАН организира обучението и активно подпомага научното развитие на докторантите в Българската академия на науките, като осъществява връзката между научните звена на БАН и Министерството на образованието и науката; развива и координира международното сътрудничество по въпросите на обучението на докторантите.
Центърът провежда:
- курсове по изучаване на чужди езици, информационни технологии, и специализирани курсове за обучение;
- школи и други форми на целево обучение с национално и международно участие.

## Кариерен център
Центърът за обучение поддържа и развива Кариерен център, който подпомага развитието на докторантите и младите учени, като организира семинари и други форми на комуникация за възможностите, за научно и кариерно развитие; предоставя актуална информация за действащи програми и конкурси за проекти, стипендии, специализации и стажове в страната и чужбина; осъществява индивидуално кариерно консултиране и ориентиране.